# Lövhults naturreservat
Lövhult är ett naturreservat och friluftsområde i Norra Solberga socken i Nässjö kommun i Småland (Jönköpings län).
Reservatet omfattar 230 hektar och är skyddat sedan 2007. Det är beläget 5 km öster om Nässjö tätort och består mest av skog.
Genom området rinner Lövhultabäcken samt andra små bäckar vilket skapat karaktär åt flora och fauna. Inom området finns även en del ängs- och hagmark.
Highland cattle håller landskapet öppet. I området finns naturslingor, grillplatser, motionsspår, vandringsleder, camping, vandrarhem, Sankta Valborgs kapell, friluftskapell med mera.